# هلن وستکات
هلن وستکات (انگلیسی: Helen Westcott؛ ۱ ژانویهٔ ۱۹۲۸ – ۱۷ مارس ۱۹۹۸) یک هنرپیشه اهل ایالات متحده آمریکا بود.